# Liste von Hochhäusern in Essen

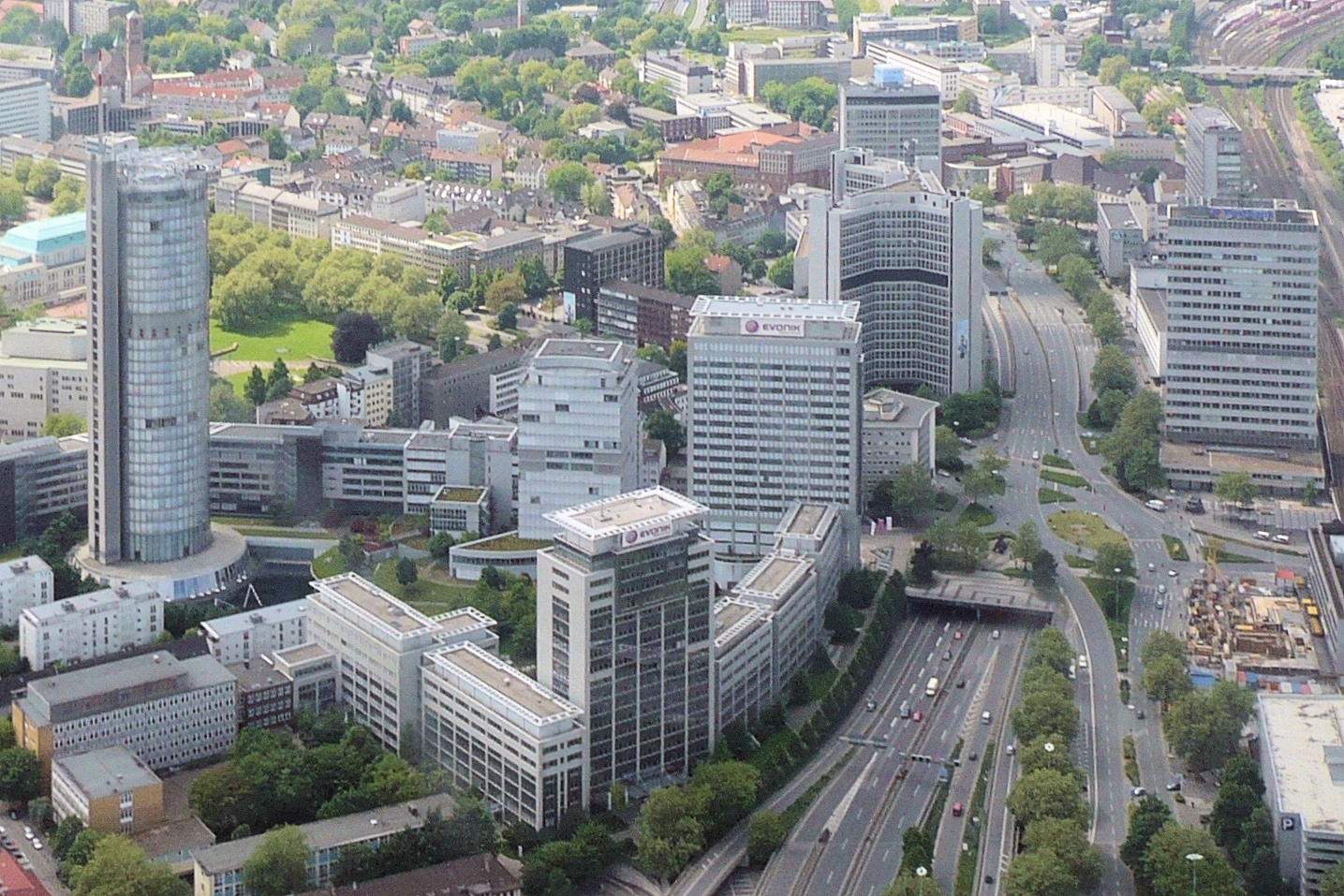
Skyline im Essener Südviertel mit Blick von Osten: links Westenergie-Turm, Mitte hinten Kruppstraße 5, davor ehemaliges Huyssenallee 2, davor RellingHaus II + I, rechts Postbank-Hochhaus, dahinter RUHR Tower

Die Liste von Hochhäusern in Essen führt Essener Hochhäuser auf, die eine strukturelle Höhe von 50 Metern erreichen oder überschreiten. Sie erhebt keinen Anspruch auf Vollständigkeit.
Die meisten Hochhäuser konzentrieren sich im Südviertel südlich des Stadtkerns. Hier begann man 1959 mit dem Bau der Gebäude von Rheinstahl und kurz darauf mit dem RWE-Haus an der Kruppstraße 5. So legte sich Essen als erste Stadt Deutschlands auf eine Skyline fest. Erst 1962 folgte Frankfurt am Main.
Außerhalb des Essener Südviertels kamen später das Rathaus sowie in jüngster Zeit die Konzernzentralen von Thyssen-Krupp und E.On Ruhrgas hinzu.
In Essen steht mit dem Westenergie-Turm das höchste Bürogebäude im Ruhrgebiet.

## Erläuterung
Die Liste gibt darüber Auskunft,
- welche Namen das Gebäude führt,
- in welchem Stadtteil sich das Gebäude befindet,
- welches die vorrangige Nutzung ist,
- wann das Gebäude eröffnet wurde,
- welche Höhe das Gebäude erreicht,
- über wie viele Etagen es verfügt,
- wer der planende Architekt war und
- wie das Gebäude aussieht (Bild).

## Bestehende Hochhäuser
| Nr. | Gebäude                                   | Höhe in m                | Etagen (oberirdisch) | Eröffnung | Architekten                                       | Bemerkung | Adresse                             | Bild                               |
| --- | ----------------------------------------- | ------------------------ | -------------------- | --------- | ------------------------------------------------- | --- | ----------------------------------- | ---------------------------------- |
| 1   | Westenergie-Turm (errichtet als RWE-Turm) | 127 (bis zur Spitze 162) | 30                   | 1996      | Ingenhoven Overdiek Kahlen & Partner              | Hauptsitz der Westenergie (eon), vormals des RWE-Konzerns | Südviertel, Opernplatz              | RWE-Turm                           |
| 2   | Rathaus Essen                             | 106                      | 23                   | 1979      | Theodor Seifert                                   | Stadtverwaltung | Stadtkern, Porscheplatz             | Essener Rathaus                    |
| 3   | RellingHaus II                            | 100                      | 21                   | 1999      | Brune & Platzer, Chapman Taylor Brune, Düsseldorf | Sitz von Evonik Industries, vormals Ruhrkohle AG | Südviertel, Rellinghauser Straße 1  | RellingHaus II                     |
| 4   | Postbank-Hochhaus                         | 91,59                    | 19                   | 1967      | Bauabteilung der Oberpostdirektion Düsseldorf     | Niederlassung Essen der Postbank, vormals Postgiroamt, davor Postscheckamt; als Vorbild diente das Lever House an der Park Avenue in New York aus dem Jahr 1952 im Internationalen Stil | Südviertel, Kruppstraße 2           | Postbank-Hochhaus                  |
| 5   | Hochhaus Kruppstraße 5                    | 85                       | 22                   | 1961      | Hanns Dustmann                                    | zum Gebäudekomplex der E.ON, vormals der RWE AG gehörig, seit Mai 2018 unter Denkmalschutz. Langjähriger Sitz der ehemaligen RWE Deutschland AG, die im RWE-Konzern für Strom-Verteilnetze und Vertrieb zuständig war, ab 2016 Teil der Innogy war und mit ihr 2019 von RWE an E.ON übertragen wurde. | Südviertel, Kruppstraße 5           | Hochhaus Kruppstraße 5             |
| 6   | RUHR Tower                                | 76,9                     | 22                   | 1961      | Albert Peter Kleinwort                            | als Rheinstahl-Gebäude zwischen 1958 und 1961 als eines der ersten Essener Hochhäuser errichtet, zuletzt genutzt durch ThyssenKrupp als Nachfolgeunternehmen, seit August 2015 unter Denkmalschutz, 2016 bis 2017 durch neuen Eigentümer in saniert                                                   | Südviertel, Am Thyssenhaus          | RUHR Tower                         |
| 7   | Bochumer Straße 64–66                     | 69,38                    | 22                   | 1974      |                                                   | Wohngebäude | Steele, Bochumer Straße 64–66       | Wohngebäude Bochumer Straße 64–66  |
| 8   | Hauptverwaltung E.ON                      | 63                       | 15                   | 2010      | JSK                                               | zwei ellipsenförmige Bürotürme, bezogen am 18. Oktober 2010 | Rüttenscheid, Brüsseler Platz 1     | Hauptverwaltung E.ON Ruhrgas       |
| 9   | RUHRTURM                                  | 61                       | 15                   | 1973      |                                                   | Ehemalige E.ON-Ruhrgas--Konzernzentrale, vormals Ruhrgas; Im heute sogenannten Ruhrturm eröffnete im Juli 2013 ein Hotel mit Büros und Konferenzzentrum. | Huttrop, Huttropstraße 60           | Ehem. E.ON Ruhrgas Konzernzentrale |
| 10  | RellingHaus I                             | 60,45                    | 17                   | 1996      | hapman + Taylor mit Brune Architekten             | Gebäude der Evonik Industries, vormals Ruhrkohle AG | Südviertel, Rellinghauser Straße    | RellingHaus I                      |
| 11  | Phil                                      | 60                       | 18                   | 2022      | VSI Architekten                                   | Wohngebäude im Huyssen Quartier Essen (HQE) – der Name Phil bezieht sich auf die gegenüberliegende Philharmonie | Südviertel, Huyssenallee            | Huyssen Quartier                   |
| 12  | Aldi Nord Campus                          | 60                       | 8                    | 2022      | BAID Architektur GmbH                             | Hauptverwaltung der Albrecht GmbH & Co. Kommanditgesellschaft | Kray, Eckenbergstraße 16b           | Aldi Nord Campus                   |
| 13  | Gebäude der Universitätsklinik            | 57,6                     | 14                   | 1973      |                                                   | Institutsgruppe I der Universitätsklinikum Essen | Holsterhausen, Virchowstraße 171    | RellingHaus I                      |
| 14  | Rellinghauser Str. 27                     | 57                       | 15                   | 1996      |                                                   | Büros diverser Unternehmen | Südviertel, Rellinghauser Straße 27 |                                    |
| 15  | Magna Tower                               | 57                       | 15                   | 1963      | Friedrich Wilhelm Kraemer                         | vormals Iduna-Haus, bis Mitte 2014 Sitz des Finanzdienstleisters GFKL | Westviertel, Limbecker Platz 1      | Magna Tower                        |
| 16  | Schulzstraße 24                           | 57                       | 15                   |           |                                                   | Wohnen | Huttrop, Schulzstraße 24            |                                    |
| 17  | Weststadt-Türme                           | 54                       | 15                   | 1992      |                                                   | Büros diverser Unternehmen und verschiedene Fakultäten der Universität Duisburg-Essen | Westviertel, Berliner Platz 6–8     | Weststadt-Türme                    |
| 18  | Gildehof-Center                           | 52                       | 15                   | 1988      | Umbau: Walter von Lom & Partner                   | Büros diverser Unternehmen, Bürgeramt Essen, Stadtbibliothek | Stadtkern, Hollestraße 3            | Gildehof-Center                    |
| 19  | Premier Inn Essen City Centre Hotel       | 51                       | 12                   | 2020      | Architekturbüro Kohl + Fromme GmbH                | Hotel, eröffnet im November 2020 | Stadtkern, Am Hauptbahnhof 3        | Premier Inn                        |
| 20  | Thyssenkrupp-Hauptquartier, Gebäude Q1    | 50                       | 14                   | 2010      | Chaix & Morel et Associés und JSWD Architekten    | Das Hauptquartier ist am 17. Juni 2010 eröffnet worden. | Westviertel, thyssenkrupp Allee 1   | Thyssenkrupp-Hauptquartier Q1      |

## Geplante oder in Bau befindliche Hochhäuser
| Nr. | Gebäude                                                      | Höhe in m | Etagen (oberirdisch) | Eröffnung      | Architekten                                  | Bemerkung | Adresse                                                                | Bild |
| --- | ------------------------------------------------------------ | --------- | -------------------- | -------------- | -------------------------------------------- | --- | ---------------------------------------------------------------------- | ---- |
| 1   | High Square Essen                                            | 139       | 36                   | Baubeginn 2025 | Arsatec                                      | Misch-Nutzung aus Büros (900 m²), Gastronomie (960 m² plus Außenbereich) und Wohnen (95 Einheiten) | Hachestrasse                                                           |      |
|     | Olympisches Dorf                                             |           | 20 und 36 Stockwerke | 2032–2040      | Albert Speer+Partner                         | Die Gebäude sollen zur Unterbringung der Sportler auf einem A40-Deckel gebaut werden. Eine Realisierung ohne Olympia wird auch geplant. Nach Olympia sollen die Gebäude als Wohnungen genutzt werden. | Zwischen den A40-Anschlüssen Essen-Frohnhausen und Essen-Holsterhausen |      |
|     | ESSEN EINS                                                   |           | 20                   | unbekannt      | BAID                                         | Es war geplant den Standort Huyssenallee 2 / Kruppstraße 5 zu einem Innogy-Campus bis zur Baedeker-Straße zu erweitern. Durch den Verkauf des Vertriebs- und Netzgeschäfts von RWE/Innogy an E.ON im Jahr 2019, den im Jahr 2020 erfolgten Neubau des RWE Campus an der Altenessener Straße und das Vorhandensein der E.ON-Zentrale am Brüsseler Platz ist der Bedarf für einen Innogy- oder E.ON-Campus an diesem Standort entfallen. Stattdessen erfolgt hier eine Projektentwicklung als Campus Essen durch Kölbl Kruse. | Huyssenallee 2                                                         |      |
| 19  | Zech Haus am Grugaplatz, Zech Group NRW-Verwaltungszentrale  | 51,4      | 13                   | 2025           | HPP Architekten                              | Das Hochhaus soll auf einer Grundfläche von 1000 m² entstehen und neuesten ökologischen Standards entsprechen, in Bezug auf die energetische Effizienz und gestalterischen Details | Grugaplatz, Essen-Rüttenscheid                                         |      |
|     | Kontorhausviertel Essen                                      |           | 16                   | 2024           |                                              | Hotel | ehemalige Siemens-Fläche an der Hans-Böckler-Straße                    |      |
|     | Literatur Quartier Essen                                     |           | 15                   | 2024 geplant   | MSP, Koschany + Zimmer und Bille Beye Scheid | Stadtquartier mit Nutzungsmix aus Büros, einem Hotel (bereits eröffnet), Boardinghouse, Miet- und Eigentumswohnungen sowie Gastronomie und Einzelhandel | Südviertel, Friedrichstraße                                            |      |
|     | Wohn- und Geschäftshaus Gladbecker Straße/Blumen- feldstraße |           | 13 und 9             | 2027           | Adam - Gisselbach Architektur GmbH           | Discounter, Studentenzimmer, Mietwohnungen und Büros | Nordviertel, Gladbecker Straße/Blumen- feldstraße                      |      |
|     | Forschung- und Innovationscampus Thurmfeld                   |           | bis zu 20            | unbekannt      | Gerber Architekten                           | | Kreuzungsbereich Grillostraße und Segerothstraße                       |      |

## Abgerissene Hochhäuser
| Gebäude                 | Höhe in m | Etagen (oberirdisch) | Eröffnung         | Architekten    | Bemerkung | Adresse                    | Bild                    |
| ----------------------- | --------- | -------------------- | ----------------- | -------------- | --- | -------------------------- | ----------------------- |
| Hochhaus Huyssenallee 2 | 78        | 19                   | 1980–Februar 2022 | Hanns Dustmann | Ehemalige Hauptverwaltung von RWE (insbesondere Sitz der RWE Power AG, der RWE Technology GmbH und anderer RWE-Gesellschaften, ursprünglich auch der RWE AG). Nach dem Umzug von RWE zum neuen RWE-Campus an der Altenessener Straße wurde mit dem Abriss begonnen. | Südviertel, Huyssenallee 2 | Hochhaus Huyssenallee 2 |